# 福莫萨-达塞拉内格拉
福莫萨-达塞拉内格拉是巴西马拉尼昂州的一个市镇。总面积3941.185平方公里，总人口16458人，人口密度4.2人/平方公里。